# Коссано-Канавезе
Коссано-Канавезе (итал. Cossano Canavese) — коммуна в Италии, располагается в регионе Пьемонт, в провинции Турин.
Население составляет 549 человек (2008 г.), плотность населения составляет 183 чел./км². Занимает площадь 3 км². Почтовый индекс — 10010. Телефонный код — 0125.
Покровителем коммуны почитается святой первомученик Стефан, празднование в первую неделю августа.

## Демография
Динамика населения:

## Администрация коммуны
- Официальный сайт: